# Vänortsparken, Södertälje

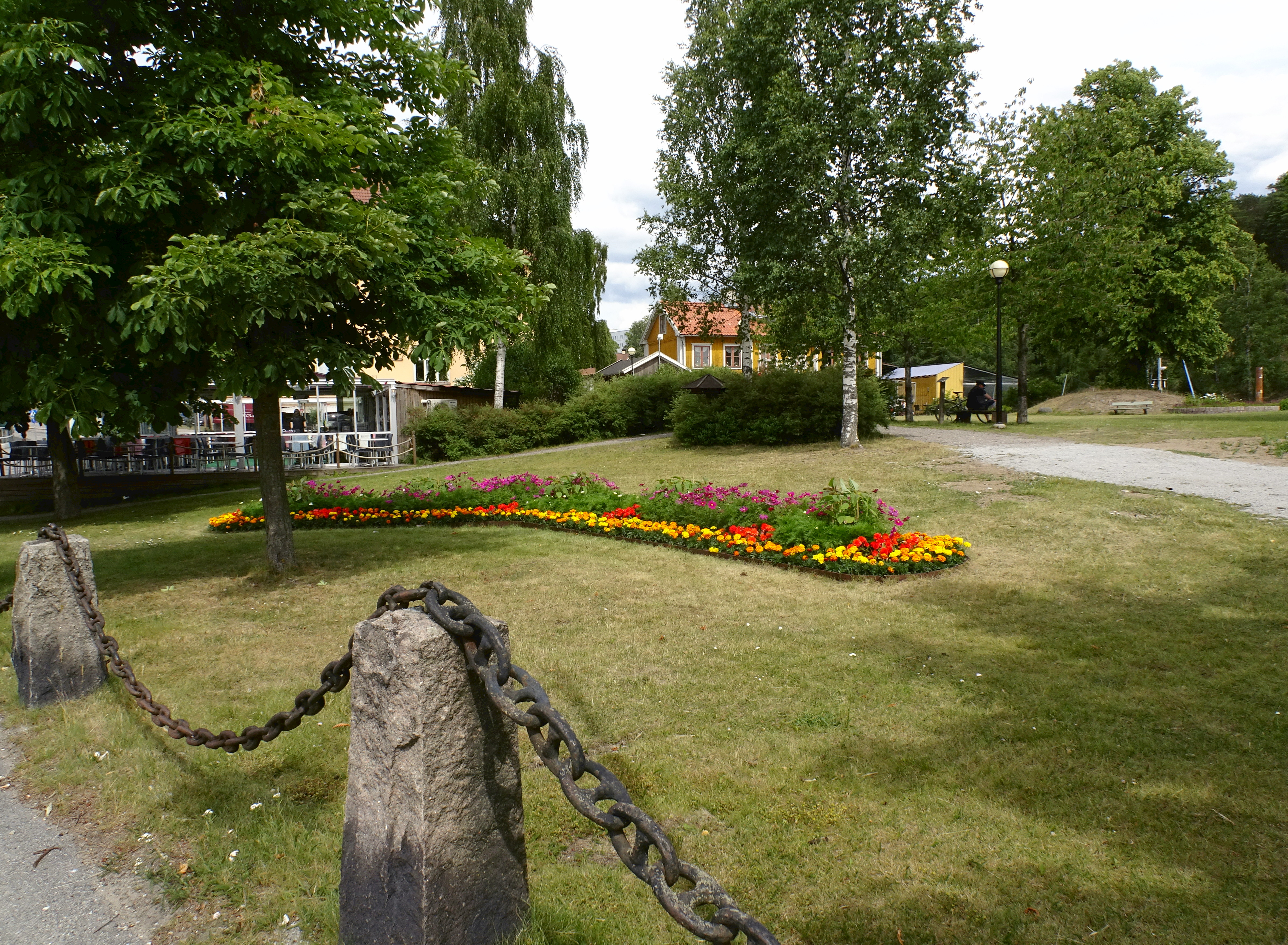
Vänortsparken med Wendela Hebbes hus och Sorbonska huset i bakgrunden

Vänortsparken är en park i centrala Södertälje i Stockholms län. Parken anlades  på 1990-talet.

## Namnet
Vänortsparken har sitt namn efter Södertäljes vänorter, ursprungligen Struer i Danmark, Sarpsborg i Norge och Forssa i Finland. De är avbildade tillsammans med Södertälje på en liten skulptur som finns i parken.

## Parken

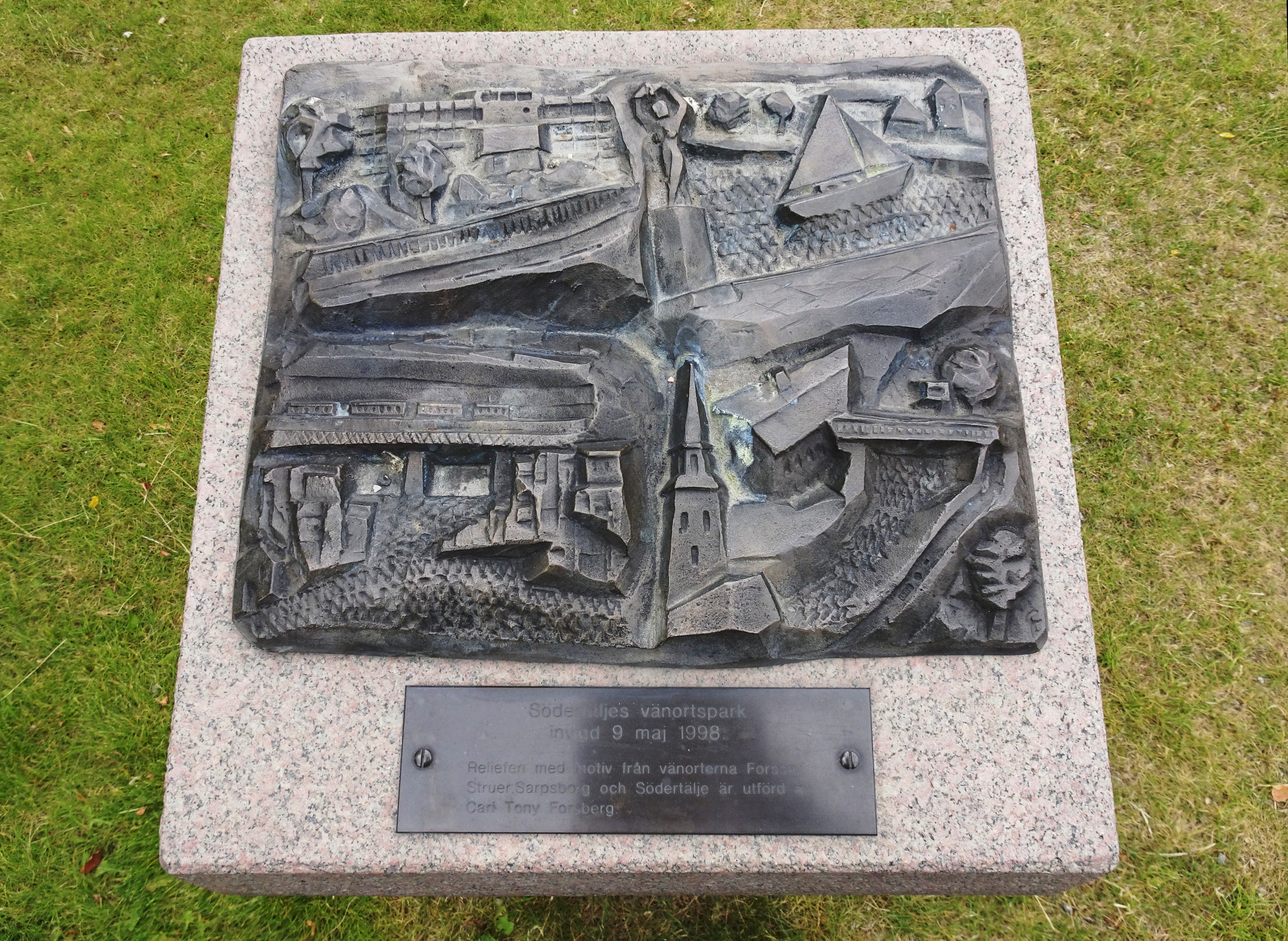
Carl Tony Forsbergs vänortsskulptur.

Vänortsparken ligger på norra delen av Lotsudden och omges av sjön Maren i väster och Södertälje kanal i öster. Söder om parken finns ett kort vattendrag som kallas Blindtarmen. Det är en rest av den gamla kanalen som här svängde in i Maren. Härifrån har besökaren en bra översikt över båttrafiken som går in och ut Södertälje sluss.
Parken anlades i samband med att Wendela Hebbes hus (uppkallad efter journalisten Wendela Hebbe) flyttades hit i början av 1990-talet. I huset finns en restaurang och ett författarmuseum över Wendela Hebbe, det senare invigdes i maj 1998 samtidigt med parken.
Intill (väster om) Hebbes hus står det så kallade Sorbonska huset, uppkallad efter fotografen David Sorbon som hade sin fotoateljé här fram till 1928. Sorbon var en ofta anlitad porträttfotograf samt hovfotograf och känd i Södertälje. Sorbonska huset byggdes 1907 efter ritningar av arkitekt Hjalmar Cederström och är en av Södertäljes bevarade jugendbyggnader.
Söder om dessa två byggnader utbreder sig en gräsmatta samt buskar och planteringar. Äldre träd som lönn, kastanj och lind finns bevarade. Det största trädet är det enda som återstår av den äldre miljön kring den gamla kanalen. Ett viktigt inslag från äldre tid är också bevarade kättingar och granitstolpar som inhägnar parken åt väster. Vid kanalen och ett stycke mot norr finns en rest av den gamla dragvägen som fram till 1800-talets slut användes för att dra fartyg genom kanalen.